# وزارت نیروی هوایی ایالات متحده آمریکا
وزارت نیروی هوایی ایالات متحده آمریکا (انگلیسی: United States Department of the Air Force) یکی از سه بخش نظامی در وزارت دفاع ایالات متحده آمریکا است که در ۱۸ سپتامبر سال ۱۹۴۷ در قانون امنیت ملی تشکیل شد و شامل تمام عناصر و واحدهای نیروی هوایی ایالات متحده می‌شود.
ریاست این وزارت با وزیر نیروی هوایی می‌باشد که هم‌اکنون تروی مینک است.